# Antigone Costanda

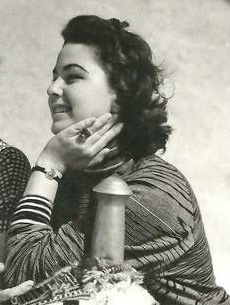
Costanda vào năm 1955

Antigone Costanda là một hoa hậu đến từ Ai Cập. Bà đoạt danh hiệu Hoa hậu Thế giới năm 1954. Ngoài tiếng Ả Rập, bà còn có thể nói được trôi chảy tiếng Anh, tiếng Pháp, tiếng Hy Lạp. Bà mang trong mình hai dòng máu Ai Cập và Hy Lạp và đã trở thành người phụ nữ Ai Cập đầu tiên đoạt danh hiệu Hoa hậu Thế giới và cũng là danh hiệu sắc đẹp duy nhất của đất nước Ai Cập từ trước đến nay.
Sau khi đoạt danh hiệu Hoa hậu Thế giới, bà đã trở thành một người mẫu nổi tiếng ở Trung Đông, Pháp, Ý, Hy Lạp. Sau này bà điều hành một công ty thiết kế nội thất. Bà từng làm giám khảo cuộc thi Hoa hậu Ai Cập năm 2006 và Hoa hậu Thế giới 2011
| Tứ đại Hoa hậu (1954)            | Tứ đại Hoa hậu (1954)              | Tứ đại Hoa hậu (1954) | Tứ đại Hoa hậu (1954)     |
| -------------------------------- | ---------------------------------- | --------------------- | ------------------------- |
| Hoa hậu Hoàn vũ Miriam Stevenson | Hoa hậu Thế giới Antigone Costanda | Hoa hậu Quốc tế none  | Hoa hậu Trái đất không có |